# سورسو
سورسو (به ایتالیایی: Sorso) یک کومونه در ایتالیا است که در استان ساساری واقع شده‌است.

## خصوصیات
سورسو ۶۷٫۰۵ کیلومترمربع مساحت و ۱۴٬۷۱۸ نفر جمعیت دارد و ۱۳۶ متر بالاتر از سطح دریا واقع شده‌است.